# مملكة كاخيتي
مملكة كاخيتي الثانية (بالجورجية: კახეთის სამეფო) هي ملكية برزت في جورجيا الشرقية خلال أواخر العصور الوسطى/الحقبة الحديثة المبكرة، وتمركزت حول مقاطعة كاخيتي وعاصمتها الأولى غرمي، ثم الثانية تلاوي. برزت المملكة أثناء عملية الانقسام الثلاثي لمملكة جورجيا عام 1465، واستمرت حتى عام 1762 –ولعدة فترات متقطعة قصيرة– عندما اتحدت مملكة كاخيتي مع جارتها مملكة كارتلي الجورجية إثر تعاقب سلالة باغراتيوني الكاخيتية. خلال تاريخها المضطرب، كانت كاخيتي دولة خاضعة للفرس، فأدت مساعي الفرس الهادفة إلى إبقاء هذه المملكة الجورجية بالقوة ضمن منطقة نفوذها إلى سلسلة من الصراعات العسكرية وعمليات الترحيل.

## تاريخ مبكر
نشأت مملكة كاخيتي سابقًا في القرن الثامن عقب ثورة ناجحة لقبائل تزناريا التي استوطنت الجبال، ما أدى إلى تحرير جزء كبير من جورجيا من قبضة العرب.

## إحياء المملكة
كان بروز مملكة كاخيتي مجددًا الخطوة الأولى تجاه تقسيم جورجيا التي عانت من الحروب الأخوية منذ منتصف القرن الخامس عشر. حدث ذلك بعدما أُسر الملك جورج الثامن، وهو مغتصب عرش جورجيا أساسًا، على يد كفاركفاري الثالث دوق سامتسخي (مسخيتي)، التابعة أصلًا لمملكة جورجيا، عام 1465، فخُلع جورج الثامن عن العرش وحلّ محله باغرات السادس. لاحقًا، نصّب جورج نفسه حاكمًا مستقلًا على كاخيتي، وهي الإمارة التي ورثها سابقًا، وتقع في أقصى شرق جورجيا حول وديان نهري ألازاني ويوري، وبقي هناك حتى وفاته عام 1476. اضطر قسطنطين الثاني، وهو ملك جورجيا المصغرة، إثر اشتداد تلك العقبات إلى قبول التغيرات الجديدة. فاعترف بألكسندر الأول ابن الملك السابق جورج الثامن، ملكًا على كاخيتي في الشرق عام 1490، واعترف بألكسندر الثاني بن باغرات الخامس ملكًا على إميريتي في الغرب عام 1491، بينما أصبح وحده حاكم كارتلي. وهكذا اكتمل التقسيم الثلاثي لمملكة جورجيا.

## الإلحاق قصير الأمد من طرف مملكة كارتلي
عقب وفاة جورج الثاني، الذي نظّم عددًا من التوغلات في مملكة كارتلي المجاورة، أصبحت كاخيتي ضعيفة وتعرضت للإلحاق بمملكة كارتلي. لكن ابنه، ليون، نُقل سرًا نحو الجبال الكاخيتية عندما كان في التاسعة من عمره، حفاظًا عليه من الأسر على يد الكارتليين. عقب غزو اسماعيل الأول، شاه إيران، مملكة كارتلي، استغل النبلاء الذين جبلوا ليون إلى الجبال الفرصة، وأعلنوا ليون ملكًا على كاخيتي. عقب سنتين من الحرب، أبطلت كارتلي سيطرتها على كاخيتي واعترفت باستقلال الأخيرة.

## كاخيتي في القرن السادس عشر
كانت كاخيتي في منأى عن السياسة الجورجية، لذا أُعفيت من التوغلات الأجنبية الأخرى وعددٍ من الاضطرابات الداخلية الملحوظة، لفترة من الوقت. فوق ذلك، امتلكت كاخيتي امتيازًا مقارنة بأجزاء جورجيا الأخرى، وهو قربها من طريق الحرير التجاري المار بـ غيلان–شماخى–أستراخان. رعت حكومة كاخيتي هذه التجارة وشاركت فيها بشكل نشط، فرُبطت المملكة بالحياة الاقتصادية لشرق القوقاز الجنوبي وإيران. وبالأخذ بعين الاعتبار الأراضي الخصبة المزروعة في كاخيتي والمستوطنات اليهودية والأرمنية والفارسية النابضة بالحياة في البلدات التجارية (مثل غرمي وزاغم وكراغاجي وتلاوي)، أدت تلك الأمور إلى ازدهار اقتصادي لم يكن ملحوظًا في الأجزاء الأخرى من جورجيا المقسمة. قوّى ذلك الاستقرار النسبي لفترة من الوقت سلطةَ الملكية الكاخيتية، وأدى إلى ازدياد عدد أنصارها من النبلاء.
تعرضت كاخيتي لخطر الإمبراطوريات الكبرى الناشئة في الشرق –كالعثمانيين والصفويين– فاتبع ملوك كاخيتي سياسات توازن منظمة بعناية، وحاولوا تأسيس تحالفات مع حكام موسكوفي (دوقية موسكو الكبرى)، الذين ينتمون للمذهب الديني ذاته، ضد شمخالات تاركي في شمال القوقاز. أدى اتفاق سلام بين العثمانيين والصفويين في أماسية عام 1555 إلى وضع الكاخيتيين ضمن منطقة نفوذ الصفويين الإيرانيين، لكن الحكام المحليين حافظوا على شكلٍ من الاستقلال والاستقرار بعدما أبدوا رغبتهم بالتعاون مع أسيادهم الصفويين.